# Molotov (croiseur)
Pour les articles homonymes, voir Molotov (homonymie) et Slava (homonymie).
Le Molotov (russe : Молотов) est un croiseur de la classe Kirov (projet 26bis) en service dans la marine soviétique pendant la Seconde Guerre mondiale et la guerre froide. Le navire a soutenu les troupes soviétiques pendant le siège de Sébastopol, l'opération Kertch-Feodosiya et les débarquements amphibies à Novorossiisk fin janvier 1943.
Le navire est modernisé entre 1952 et 1955, puis renommé Slava (russe : Слава) en 1957 après l'éviction de Viatcheslav Molotov par Nikita Khrouchtchev. Le Slava est reclassé comme navire-école en 1961 avant d'être vendu pour démolition en 1972.

## Historique

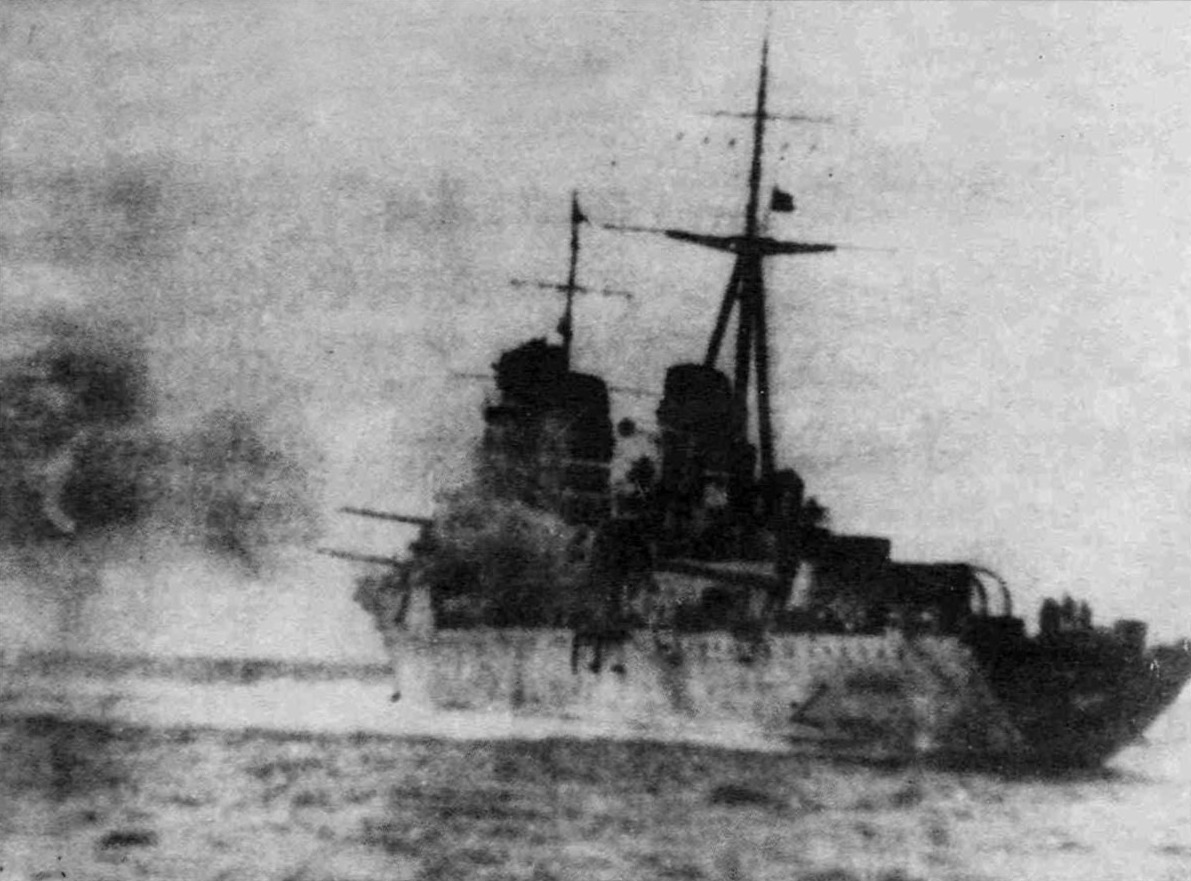
Tirs du Molotov en 1941-1942.

Sa quille est posée au chantier Marti Sud de Mykolaïv le 14 janvier 1937, il est lancé le 4 décembre 1939 et mis en service le 14 juin 1941. En tant que seul navire de la marine soviétique doté d'un radar, le Molotov reste à Sébastopol pendant la période initiale de l'opération Barbarossa pour fournir une protection antiaérienne. L'avancée des troupes allemandes en Crimée à la fin d'octobre 1941 l'oblige à rejoindre à Touapsé où elle continue à fournir une protection antiaérienne,. Cependant, le navire bombarde les troupes allemandes près de Théodosie avec près de 200 obus de 180 mm le 9 novembre avant de retourner à Touapsé. Le Molotov participe au transport de la 386e division de fusiliers de Poti à Sébastopol entre le 24 et le 28 décembre 1941. Lors du déchargement des troupes le 29 décembre, sa poupe est endommagée par l'artillerie allemande. En représailles, le navire bombarde les positions de l'Axe en tirant 205 obus de 180 mm et 107 obus de 100 mm. Le navire évacue 600 blessés lors de son départ le 30 décembre.

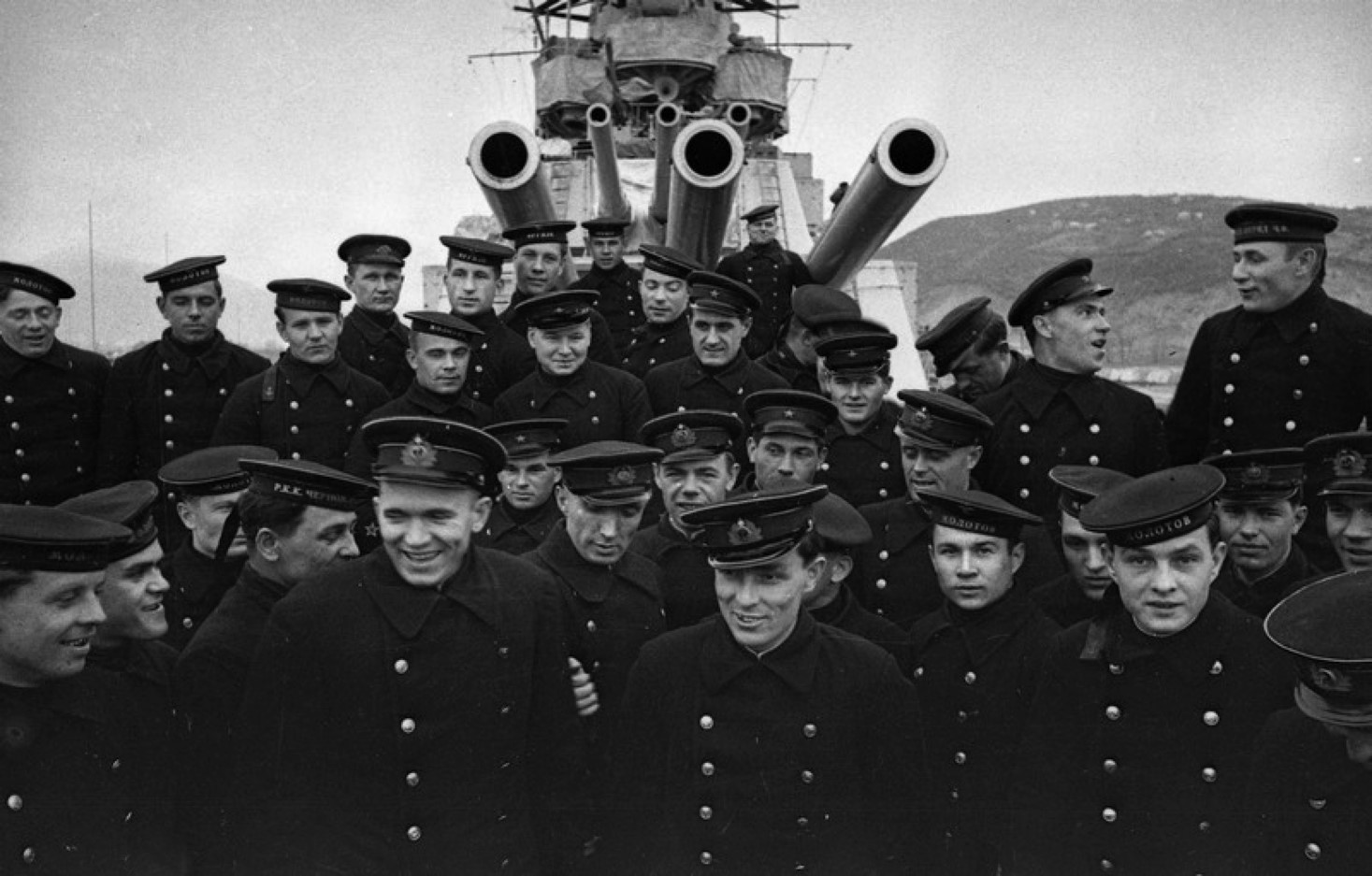
Un équipage de canon du Molotov s'étant distingué au combat, 1942.

Le Molotov reprend son rôle de transport au cours de la première semaine de janvier. Sa proue est endommagée lors d'une forte tempête à Touapsé après avoir été projetée contre la jetée les 21 et 22 janvier 1942. Le navire passe la majeure partie du mois suivant en réparation. Sa proue ne pouvant pas être redressée, les dommages résiduels réduisirent sa vitesse de plusieurs nœuds. Le croiseur effectue ensuite un certain nombre de missions de bombardement en soutien aux troupes soviétiques sur la péninsule de Kertch jusqu'au 20 mars, date à laquelle il retourne à Poti pour des réparations connexes. Le 12 juin, le Molotov transporte 2 998 hommes de la 138e brigade de fusiliers à Sébastopol, bombardant les positions allemandes tout en les débarquant. Il évacue 1 065 blessés et 350 femmes et enfants lors de son départ. Les 14 et 15 juin, le navire revient avec 3 855 renforts en compagnie d'autres navires, bombarde à nouveau les positions allemandes et évacue 2 908 blessés et réfugiés. Le 2 août, alors qu'il revient d'une mission près de Théodosie, 20 mètres de sa poupe sont arrachés par des bombardiers torpilleurs Heinkel He 111 du 6. /KG 26 agissant de concert avec des vedettes lance-torpilles italiennes MAS du corps expéditionnaire italien sur le front de l'Est. Les dommages réduisent sa vitesse à 10 nœuds (19 km/h). Le Molotov est en réparation à Poti jusqu'au 31 juillet 1943, utilisant des pièces hétéroclites : la poupe du croiseur incomplet Frounze, le gouvernail du croiseur incomplet Jelezniakov, le gouvernail du Kaganovitch (alors en construction à l'est) et le capteur de direction du sous-marin L-25. La perte de trois destroyers lors d'une attaque aérienne allemande le 6 octobre 1943 conduit Staline à interdire le déploiement de grandes unités navales sans sa permission. Il ne vit plus aucune action jusqu'à la fin de la guerre.
Le Molotov est réaménagé en novembre 1945 pour colmater les ultimes dommages de guerre. Le Molotov subit un incendie dans la salle de manutention de la tourelle no 2 le 5 octobre 1946, nécessitant l'inondation du magasin ; 22 marins sont tués et 20 blessés. Il sert alors de banc d'essai pour les nouveaux radars destinés aux croiseurs des classes Tchapaïev et Sverdlov à la fin des années 1940. Sa modernisation d'après-guerre débute en 1952 et dure jusqu'au 28 janvier 1955.
Le 29 octobre 1955, le navire participe aux efforts de sauvetage après le naufrage de l'ex-cuirassé italien Giulio Cesare. Le navire perd cinq de ses hommes lors du chavirage du cuirassé près de trois heures après l'explosion.
Le croiseur est rebaptisé Slava le 3 août 1957 après l'expulsion de Viatcheslav Molotov du gouvernement, après un coup d'État manqué contre Nikita Khrouchtchev la même année. Le navire est reclassé comme en croiseur-école le 3 août 1961, avant d'être déployé en Méditerranée entre le 5 et le 30 juin 1967 pour montrer le soutien soviétique à la Syrie pendant la guerre des Six Jours. Il retourne en Méditerranée entre septembre et décembre 1970 où il assiste le destroyer de la classe Kotline Bravyi après la collision de ce dernier avec le porte-avions HMS Ark Royal le 9 novembre 1970. Il est vendu pour démolition le 4 avril 1972.

### Lectures complémentaires
- Przemysław Budzbon, Conway's All the World's Fighting Ships 1922–1946, Greenwich, UK, Conway Maritime Press, 1980, 318–346 p. (ISBN 0-85177-146-7), « Soviet Union »
- Przemysław Budzbon, Jan Radziemski et Marek Twardowski, Warships of the Soviet Fleets 1939–1945, vol. I: Major Combatants, Annapolis, Maryland, Naval Institute Press, 2022 (ISBN 978-1-68247-877-6)